# Барсегян, Эвелина Ашотовна
Эвелина Ашотовна Барсегян (род. Севан, Армения) — режиссёр, сценарист и продюсер.

## Биография
Окончила филологический факультет Омского государственного университета, летнюю кино-лабораторию Александра Сокурова в Санкт-Петербурге (2011, 2014).
С 2010—2012 годы — сценарист телепрограммы «Признать виновным» (100ТВ, Петербург). За время работы журналистом в Санкт-Петербурге дважды становилась финалистом профессионального конкурса «Золотое перо» (в номинациях «Перспектива» и «Лучший репортаж»), лауреат всероссийского конкурса «Правда и справедливость» 2015 года за серию работ, посвященных борьбе с коррупцией.
В кино дебютировала в 2014 году игровым фильмом «Один человек вас любит». На 2021 год — автор пяти игровых короткометражных фильмов, ставших финалистами международных конкурсов, права на которые также приобретены ведущими телеканалами[какими?] Европы и Америки
Финалист международного кинофестиваля Manhattan Short Film Festival — 2016, в рамках которого её третий игровой короткометражный фильм «Бравист» вошёл в лонг-лист премии «Оскар» — 2016, был показан на 6 континентах и занял I место в России по итогам зрительского голосования. Финалист кинофестивалей Golden Apricot Film Festival, Festival of Nations, KIN International Film Festival (Приз зрительских симпатий), российских фестивалей «Короче», «Амурская осень», «Золотой Ворон», 30-го Открытого кинофестиваля «Киношок», «Кыргызстан — страна короткометражных фильмов» и других смотров. Её сценарии «Baby» и «Бравист» стали финалистами питчинга в рамках 68 и 69 Каннского кинофестиваля. Победитель сценарного питчинга Молодёжного центра Союза кинематографистов Санкт-Петербурга и киностудии «Ленфильм» в 2017 году в категории короткометражное игровое кино (сценарий «Случай на дороге»). В 2020 году выиграла конкурс Национального киноцентра Армении и сняла короткометражную комедию «Наследница» (The Heiress).
Лауреат Фестиваля документального кино стран СНГ «Евразия. DOC» 2021 (молодёжный конкурс короткометражных документальных фильмов «Евразия.doc: 4 минуты») — за фильм «Невидимый белый халат».
Победитель Международного кинофестиваля «ЛАМПА» в номинациях «Социальный видеоролик» (2021 г.) и «Лучший игровой короткометражный фильм» (2018 г.)
Победитель Московского питчинга дебютантов в рамках 44-го Московского Международного кинофестиваля 2022 г.  
Финалист сценарного конкурса Фонда поддержки регионального кинематографа (ФПРК) 

## Фильмография
- 2014 — «Один человек вас любит» — игровой, драма / 17 мин. / Армения (режиссёр, сценарист, продюсер)
- 2015 — «Мерцающий» — игровой, драма / 11 мин. / Россия (режиссёр, сценарист, продюсер)
- 2016 — «Бравист», — игровой, комедия, драма / 18 мин./ Россия (режиссёр, сценарист, продюсер)
- 2018 — «Случай на дороге», — игровой, драма/ 8 мин. / Россия (режиссёр, сценарист, исполнительный продюсер)
- 2021 — «Наследница» — игровой, комедия / 28 мин. / Армения (режиссер и автор сценария).
- 2021 — «Невидимый белый халат» — документальный, 3 мин. / Россия (режиссер, автор сценария)